# 1486
Il 1486 (MCDLXXXVI in numeri romani) è un anno  del XV secolo.

## Eventi
- Enrico VII d'Inghilterra sposando Elisabetta, figlia di Edoardo IV, sancisce l'epilogo della Guerra delle Due Rose.

## Nati
- 2 gennaio - Guidobaldo Gondi, banchiere italiano († 1560)
- 6 gennaio - Martin Agricola, compositore e teorico della musica tedesco († 1556)
- 27 febbraio - Caitanya, mistico indiano († 1533)
- 9 marzo - Filippo de' Nerli, storico italiano († 1557)
- 2 luglio - Jacopo Sansovino, architetto e scultore italiano († 1570)
- 16 luglio - Andrea del Sarto, pittore italiano († 1530)
- 25 luglio - Alberto VII di Meclemburgo-Güstrow, nobile tedesco († 1547)
- 3 agosto - Imperia Cognati, italiana († 1512)
- 10 agosto - Guglielmo IX del Monferrato, marchese († 1518)
- 14 settembre - Agrippa von Nettesheim, alchimista, astrologo e esoterista tedesco († 1535)
- 20 settembre - Arturo Tudor, principe britannico († 1502)
- 10 ottobre - Carlo II di Savoia, nobile († 1553)
- 13 novembre - Johannes Eck, teologo tedesco († 1543)
- 9 dicembre - Filippo III di Waldeck, nobile tedesco († 1539)
- Ahmad al-Araj, sultano marocchino († 1557)
- Johann Apel, giurista e umanista tedesco († 1536)
- Antonio Barattucci, avvocato italiano († 1561)
- Domenico Beccafumi, pittore e scultore italiano († 1551)
- Tomás de Berlanga, vescovo cattolico e esploratore spagnolo († 1551)
- Angela Borgia, nobildonna italiana († 1521)
- Benvenuto della Volpaia, orologiaio italiano († 1532)
- Girolamo Emiliani, religioso italiano († 1537)
- Pieter van Gent, missionario belga († 1572)
- Pieter Gillis, giurista e umanista fiammingo († 1533)
- Paola Gonzaga, nobile italiana († 1519)
- Hasan Agha, corsaro e politico ottomano († 1545)
- Sigismund von Herberstein, diplomatico e scrittore austriaco († 1566)
- Diego de Holguin, militare spagnolo
- Pedro Manuel Jiménez de Urrea, scrittore e poeta spagnolo († 1535)
- Johann Oldendorp, giurista e giudice tedesco († 1567)
- Latino Giovenale Manetti, poeta italiano († 1553)
- Juan Martínez Silíceo, cardinale, arcivescovo cattolico e matematico spagnolo († 1557)
- Caterina Mattei, monaca cristiana italiana († 1547)
- Paolo Morando, pittore italiano († 1522)
- Girolamo Priuli, mercante e politico italiano († 1567)
- Ludwig Senfl, compositore svizzero († 1543)
- Sher Shah Suri, sultano indiano († 1545)
- Somphu, sovrano laotiano († 1501)
- Tommaso di Villanova, arcivescovo cattolico e santo spagnolo († 1555)
- Baldassarre Turini, presbitero italiano († 1543)
- Giovanni Vespucci, cartografo italiano
- Francesco da Castello, architetto e scultore italiano († 1570)
- Gabriel de Grammont, arcivescovo cattolico e cardinale francese († 1534)

## Morti
- 30 gennaio - Giacomo di Savoia-Romont, conte (n. 1450)
- 12 febbraio - Margherita d'Austria, nobile austriaca (n. 1416)
- 16 febbraio - Ulrico III di Graben, nobile e militare austriaco (n. 1415)
- 11 marzo - Alberto III di Brandeburgo, militare (n. 1414)
- 30 marzo - Thomas Bourchier, arcivescovo cattolico e cardinale inglese (n. 1412)
- 15 maggio - Margherita di Foix, nobile francese
- 14 giugno - Margherita di Danimarca, danese (n. 1456)
- 18 giugno - Giovanni Raimondo Folch III de Cardona, generale spagnolo (n. 1418)
- 26 luglio - Camilla Gentili, beata italiana
- 3 agosto - Asakura Ujikage, militare giapponese (n. 1449)
- 14 agosto - Marco Barbarigo, doge (n. 1413)
- 18 agosto - Pallavicino Pallavicini, condottiero e politico italiano (n. 1426)
- 25 agosto - Ōta Dōkan, militare, poeta e monaco buddista giapponese (n. 1432)
- 26 agosto - Ernesto di Sassonia, principe tedesco (n. 1441)
- 2 settembre - Guy XIV de Laval, militare francese (n. 1406)
- 21 settembre - Giovanni Hinderbach, vescovo cattolico tedesco (n. 1418)
- 27 settembre - Gabriele Rangone, cardinale e arcivescovo cattolico italiano (n. 1410)
- 26 ottobre - Francesco d'Aragona, principe italiano (n. 1461)
- 10 dicembre - Abū l-Hasan ibn ʿAlī al-Qalaṣādī, matematico e giurista arabo (n. 1412)
- 29 dicembre - André de Lohéac, militare francese (n. 1408)
- Giovanni Boccati, pittore italiano
- Luigi I di Montpensier, nobile
- Giovanni Matteo Bottigella, umanista italiano (n. 1410)
- Diogo Cão, esploratore portoghese (n. 1450)
- Agostino Fregoso, condottiero italiano (n. 1442)
- Nicolas Froment, pittore francese
- Bartolomeo Giolfino, scultore italiano
- Gregorio V di Alessandria, arcivescovo ortodosso egiziano
- Paride Lodron, conte italiano (n. 1435)
- Carlo III Malatesta, nobile e condottiero italiano
- Giovanni Antonio Petrucci, politico italiano (n. 1456)
- Lo Scheggia, pittore italiano (n. 1406)
- Simeone I di Costantinopoli, arcivescovo ortodosso greco
- Sittişah Hatun, principessa ottomana (n. 1430)
- Tízoc, sovrano azteco (n. 1436)
- Francesco Maria Torelli, nobile italiano
- Niccolò Vitelli, condottiero italiano (n. 1414)
- Philibert de Chandée, primo Conte di Bath, mercenario francese
- Cristoforo de Predis, miniaturista italiano (n. 1440)
- Giacomo Antonio della Torre, vescovo cattolico italiano
- Ventura di Moro, pittore italiano

## Calendario
| Calendario 1486 | Calendario 1486 | Calendario 1486 | Calendario 1486 | Calendario 1486 | Calendario 1486 | Calendario 1486 | Calendario 1486 | Calendario 1486 | Calendario 1486 | Calendario 1486 | Calendario 1486 | Calendario 1486 | Calendario 1486 | Calendario 1486 | Calendario 1486 | Calendario 1486 | Calendario 1486 | Calendario 1486 | Calendario 1486 | Calendario 1486 | Calendario 1486 | Calendario 1486 | Calendario 1486 | Calendario 1486 | Calendario 1486 | Calendario 1486 | Calendario 1486 | Calendario 1486 | Calendario 1486 | Calendario 1486 | Calendario 1486 | Calendario 1486 |
| --------------- | --------------- | --------------- | --------------- | --------------- | --------------- | --------------- | --------------- | --------------- | --------------- | --------------- | --------------- | --------------- | --------------- | --------------- | --------------- | --------------- | --------------- | --------------- | --------------- | --------------- | --------------- | --------------- | --------------- | --------------- | --------------- | --------------- | --------------- | --------------- | --------------- | --------------- | --------------- | --------------- |
|                 | 1               | 2               | 3               | 4               | 5               | 6               | 7               | 8               | 9               | 10              | 11              | 12              | 13              | 14              | 15              | 16              | 17              | 18              | 19              | 20              | 21              | 22              | 23              | 24              | 25              | 26              | 27              | 28              | 29              | 30              | 31              |                 |
| Gennaio         | Do              | Lu              | Ma              | Me              | Gi              | Ve              | Sa              | Do              | Lu              | Ma              | Me              | Gi              | Ve              | Sa              | Do              | Lu              | Ma              | Me              | Gi              | Ve              | Sa              | Do              | Lu              | Ma              | Me              | Gi              | Ve              | Sa              | Do              | Lu              | Ma              |                 |
| Febbraio        | Me              | Gi              | Ve              | Sa              | Do              | Lu              | Ma              | Me              | Gi              | Ve              | Sa              | Do              | Lu              | Ma              | Me              | Gi              | Ve              | Sa              | Do              | Lu              | Ma              | Me              | Gi              | Ve              | Sa              | Do              | Lu              | Ma              |                 |                 |                 |                 |
| Marzo           | Me              | Gi              | Ve              | Sa              | Do              | Lu              | Ma              | Me              | Gi              | Ve              | Sa              | Do              | Lu              | Ma              | Me              | Gi              | Ve              | Sa              | Do              | Lu              | Ma              | Me              | Gi              | Ve              | Sa              | Do              | Lu              | Ma              | Me              | Gi              | Ve              |                 |
| Aprile          | Sa              | Do              | Lu              | Ma              | Me              | Gi              | Ve              | Sa              | Do              | Lu              | Ma              | Me              | Gi              | Ve              | Sa              | Do              | Lu              | Ma              | Me              | Gi              | Ve              | Sa              | Do              | Lu              | Ma              | Me              | Gi              | Ve              | Sa              | Do              |                 |                 |
| Maggio          | Lu              | Ma              | Me              | Gi              | Ve              | Sa              | Do              | Lu              | Ma              | Me              | Gi              | Ve              | Sa              | Do              | Lu              | Ma              | Me              | Gi              | Ve              | Sa              | Do              | Lu              | Ma              | Me              | Gi              | Ve              | Sa              | Do              | Lu              | Ma              | Me              |                 |
| Giugno          | Gi              | Ve              | Sa              | Do              | Lu              | Ma              | Me              | Gi              | Ve              | Sa              | Do              | Lu              | Ma              | Me              | Gi              | Ve              | Sa              | Do              | Lu              | Ma              | Me              | Gi              | Ve              | Sa              | Do              | Lu              | Ma              | Me              | Gi              | Ve              |                 |                 |
| Luglio          | Sa              | Do              | Lu              | Ma              | Me              | Gi              | Ve              | Sa              | Do              | Lu              | Ma              | Me              | Gi              | Ve              | Sa              | Do              | Lu              | Ma              | Me              | Gi              | Ve              | Sa              | Do              | Lu              | Ma              | Me              | Gi              | Ve              | Sa              | Do              | Lu              |                 |
| Agosto          | Ma              | Me              | Gi              | Ve              | Sa              | Do              | Lu              | Ma              | Me              | Gi              | Ve              | Sa              | Do              | Lu              | Ma              | Me              | Gi              | Ve              | Sa              | Do              | Lu              | Ma              | Me              | Gi              | Ve              | Sa              | Do              | Lu              | Ma              | Me              | Gi              |                 |
| Settembre       | Ve              | Sa              | Do              | Lu              | Ma              | Me              | Gi              | Ve              | Sa              | Do              | Lu              | Ma              | Me              | Gi              | Ve              | Sa              | Do              | Lu              | Ma              | Me              | Gi              | Ve              | Sa              | Do              | Lu              | Ma              | Me              | Gi              | Ve              | Sa              |                 |                 |
| Ottobre         | Do              | Lu              | Ma              | Me              | Gi              | Ve              | Sa              | Do              | Lu              | Ma              | Me              | Gi              | Ve              | Sa              | Do              | Lu              | Ma              | Me              | Gi              | Ve              | Sa              | Do              | Lu              | Ma              | Me              | Gi              | Ve              | Sa              | Do              | Lu              | Ma              |                 |
| Novembre        | Me              | Gi              | Ve              | Sa              | Do              | Lu              | Ma              | Me              | Gi              | Ve              | Sa              | Do              | Lu              | Ma              | Me              | Gi              | Ve              | Sa              | Do              | Lu              | Ma              | Me              | Gi              | Ve              | Sa              | Do              | Lu              | Ma              | Me              | Gi              |                 |                 |
| Dicembre        | Ve              | Sa              | Do              | Lu              | Ma              | Me              | Gi              | Ve              | Sa              | Do              | Lu              | Ma              | Me              | Gi              | Ve              | Sa              | Do              | Lu              | Ma              | Me              | Gi              | Ve              | Sa              | Do              | Lu              | Ma              | Me              | Gi              | Ve              | Sa              | Do              |                 |